# 園芸療法
園芸療法（えんげいりょうほう)とは、心や体を病んだ人たちのリハビリテーションとして園芸活動をセラピーの手段として利用するもの。第二次世界大戦の後、1950年代からアメリカ合衆国や北欧から始まった。アメリカでは主として、戦争からの帰還兵の心の癒しの手段として発展してきたが、北欧では並行して、障害者の社会参加、社会復帰の考え方を主導するノーマライゼーションの一環として、これは当初考えられた。
その他、障害者や精神障害者、また社会的に心の傷を抱えた人たち、たとえば、家庭内暴力やレイプの被害者女性、引きこもり、囚人など、さまざまな人たちが対象として考えられ、それぞれの分野で着実に実績を上げつつある。ただし、これらはあくまで療法の一環であり、健康な人たちが、庭つくりを楽しみ、それを慰めとするというのとは一線を画して考えられなくてはならないものである。

## 園芸療法士

### アメリカ
既にアメリカの大学では、園芸療法士の資格を取得するコースが存在している。

### 日本

#### 兵庫県園芸療法士
2002年に兵庫県立淡路景観園芸学校で「園芸療法課程」が開設され、『兵庫県園芸療法士』として兵庫県知事から認定されている。

#### 登録園芸療法士
日本園芸療法学会は『登録園芸療法士』の認定を行っている。2006年より東京農業大学で「バイオセラピー学科」が新設され『登録園芸療法士』の受験資格を得る事が出来る。
　また、市民講座が各地で開催されている。NPO法人日本園芸療法研修会（神奈川県）主催のスタディコース、NPO法人園芸療法研究会西日本（兵庫県）主催のこころの時代の園芸療法講座で受験資格を得る事が出来る。
『IWAD環境福祉専門学校』　園芸療法コース（広島市）は日本園芸療法学会　登録園芸療法士認定校で、『登録園芸療法士』の受験資格を得る事が出来る。

#### 全国大学実務教育協会認定園芸療法士
また、実務教育の一環としては、大阪河﨑リハビリテーション大学、福島学院大学、神戸女子大学の3大学、大分短期大学園芸科、札幌国際大学短期大学部、大阪信愛学院短期大学など7短期大学で、全国大学実務教育協会が資格認定する『園芸療法士』の資格取得のためのコースが設けられ、園芸や園芸療法関連分野のほか、医学、社会福祉学、心理学などを合わせて学ぶことになっている。

#### 正園芸療法士
日本園芸療法士協会は『正園芸療法士』の認定を行っている。通学または通信での受講により単位を取得し、検定試験の合格後、「正園芸療法士」の称号が授与される。

## 関係文献
- 『園芸療法のすすめ』（吉長元孝・塩谷哲夫・近藤竜良共編、創森社、1998年）
- 『園芸療法の資格と仕事の本―園芸療法テキスト 基礎編』（日本園芸療法普及協会監修、草土出版、2004年）
- 『園芸療法　新装版』（グロッセ世津子著、日本地域社会研究所、2008年）
- 『園芸療法とリハビリテーション』（原和子編著、エルゴ、2011年）
- 『心を癒す園芸療法』（日本園芸療法士協会編、コロナ社、2004年）

### 論文
- CiNii>園芸療法